# Guy Charmasson
Pour les articles homonymes, voir Charmasson.
Guy Charmasson (né le 31 décembre 1947 à Bagnols-sur-Cèze) est un écrivain français.

## Biographie
Il étudie à Marseille, où il décroche un doctorat scientifique après trois années de recherche, mais n'obtient aucun poste de chercheur, les universités formant - comme aujourd'hui - plus de thésards qu'il n'existe de postes de chercheurs.
Il se tourne alors vers l'écriture. Il écrit durant une dizaine d'années, vivant de petits boulots. Après sept romans publiés, il repart professionnellement à zéro : manœuvre, préparateur de commandes, chef de rayon en hypermarché, directeur d'une surface de vente. Pour finir, il crée et dirige l'école de formation d'une société internationale basée sur Avignon. Ses contraintes professionnelles s'étant assouplies, il s'est remis à l'écriture. Ses derniers romans se situent dans le registre historique et s'inscrivent dans le terroir languedocien et provençal. 

## Publications
- 1978 : (fr) Le Crépuscule des surhommes, éditions Marabout
- 1985 : (fr) Je suis un escroc, Fleuve noir coll. « Spécial Police »
- 1985 : (fr) Les Fassetti, escrocs et cie, Fleuve noir  (ISBN 2265037656)
- 1985 : (fr) L'Heure perdue, Fleuve noir  (ISBN 226503214X)
- 1988 : (fr) L'Incroyable Odyssée, Fleuve noir  (ISBN 2265037656)
- 1988 : (fr) La Vengeance (les tueurs d´Elmendorf, tome 1), Fleuve noir  (ISBN 9782265038530)
- 1988 : (fr) La Mission (les tueurs d´Elmendorf, tome 2), Fleuve noir  (ISBN 9782265038653)
- 2006 : (fr) Thibault, gueux de Provence, éditions Aubéron  (ISBN 9782844980854)
- 2010 : (fr) La Main du Maitre  (ISBN 9782812900563) (Prix Jean Volane et Prix Mémoire d'Oc)
- 2011 : (fr) La Basse Terre de Julia, éditions De Borée  (ISBN 9782812903748)
- 2012 : (fr) Noblesse de paille, éditions De Borée  (ISBN 9782812905674)
- 2013 : (fr) Le Sorcier de la Combe, éditions De Borée  (ISBN 9782812909009)
- 2014 : (fr) La Blessure, éditions De Borée  (ISBN 9782812912290)
- 2015 : (fr) La promesse de Nora, éditions De Borée  (ISBN 9782812915710)
- 2017 : (fr) Les Fassetti, escrocs et Cie, éditions De Borée  (ISBN 9782812919695) réédition
- 2017 : (fr) Le Gîte de la vallée perdue, éditions De Borée  (ISBN 9782812921773)
- 2019 : (fr) Le Mas du Haut, éditions Encre Bleue  (ISBN 9782843797828)
- 2020 : (fr) La Fille du Causse, éditions De Borée (ISBN 9782812926402)